# Megatokyo

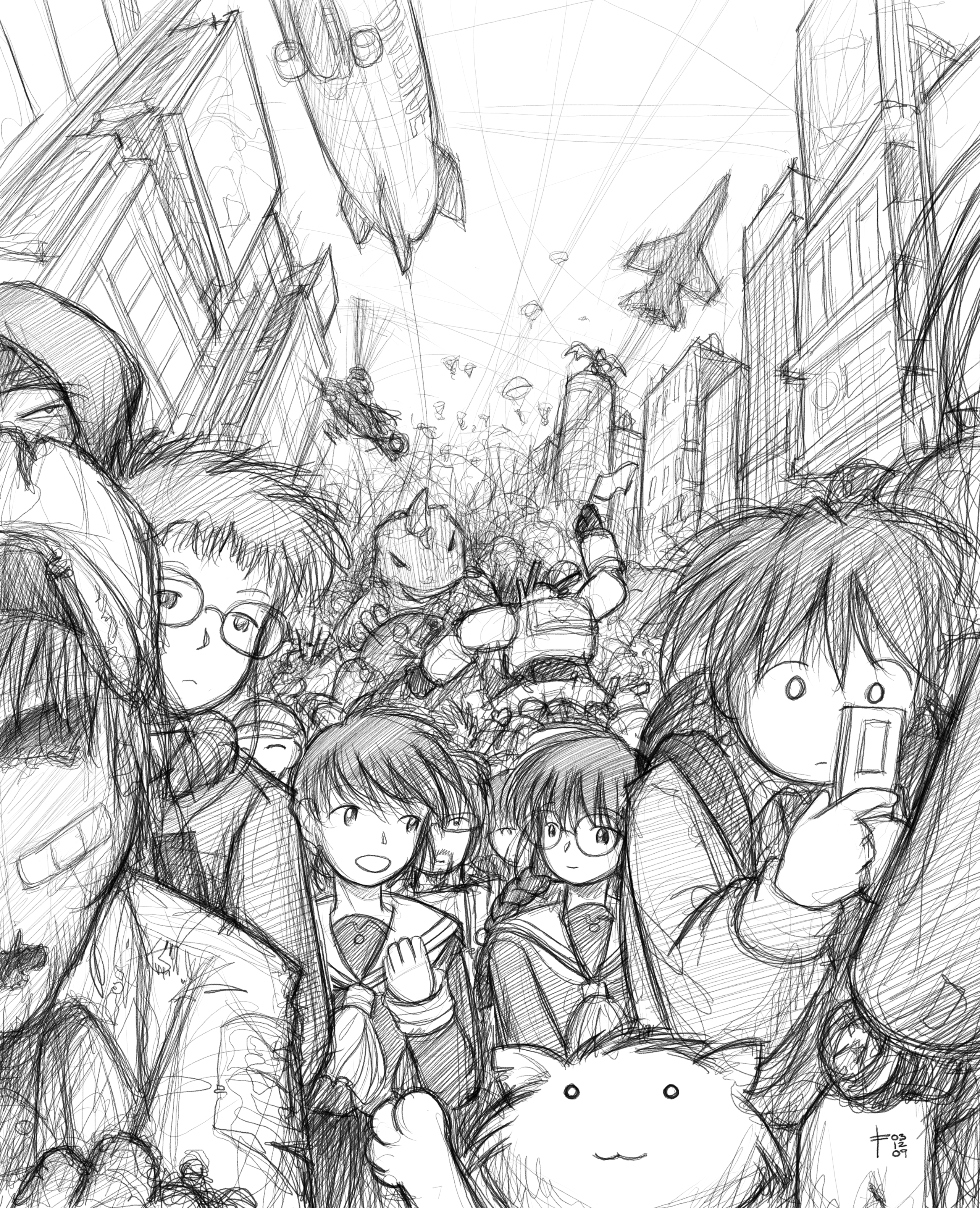

Megatokyo, amerikansk webbserie av Fred Gallagher (Piro) och Rodney Caston (Largo) (som lämnade serien 17 juli 2002). Den första strippen är daterad 14 augusti 2000 och 17 maj 2007 publicerades den tusende strippen. Vanligtvis publiceras en varje måndag, onsdag och fredag.
Megatokyo är en hyllning till västvärldens uppfattning av Japan som vi lärt känna landet genom populärkultur. Namnet i sig är lånat från animen Bubblegum Crisis där den japanska huvudstaden bär detta namn. Seriens upplägg är att författarnas alteregon Piro och Largo efter en incident på E3-mässan flyger till [Japan]. Väl där gör de snabbt av med sina pengar och blir på så sätt strandsatta.

## Karaktärer
- Piro är en inbiten, amerikansk otaku som till och med talar japanska. Han har svårt att tala med riktiga tjejer men han är väldigt förtjust i att spela datingsimulatorer och läsa shojomanga. Med sig har han alltid sin axelväska där han förvarar sin tecknarutrustning, hans specialitet är att rita ledsna tjejer som till exempel Sad girl in snow. Piro jobbar i spel- och mangabutiken Mega Gamers för att tjäna ihop till flygbiljetter hem.
- Largo ser världen som ett fps eller ett hack 'n' slash-rollspel. Hans främsta egenskap är att hacka datorer vilket han för allas säkerhets skull oftast gör naken. Han talar ingen japanska men är flytande i 1337. Largos mål är att rädda världen från odöd ondska som ofta uppträder som söta japanska skolflickor.
- Hayasaka Erika kan ta vara på sig själv och bryter gärna armen på folk som inte tror det. Nu jobbar hon i samma butik som Piro men hon har ett mystiskt förflutet som aldrig får vara fred.
- Nanasawa Kimiko är Erikas rumskamrat. Kimiko försöker bli professionell röstskådespelerska och för tillfället är det en roll i en viss datingsimulator som hägrar. Givetvis är det ett spel till vilket Piro redan är ett hängivet fan.

## Webbplats och "community"
På seriens webbplats skriver Gallagher och hans medarbetare bloggar. Ett omfattande forum finns även där många, långa diskussioner om själva serien varvas med prat om spelkultur, japansk populärkultur, målarteknik och mycket annat. Hela detta sociala nätverk finansieras av reklamintäkter samt merchandising.

## Kapitelindelning
| Kapitel                                           | Publiceringsdatum                   | Strippar            | Tidsram i serien   |
| ------------------------------------------------- | ----------------------------------- | ------------------- | ------------------ |
| Chapter 0                                         | 14 augusti 2000 - 6 juni 2001       | 1-129 (129 st)      | 50 dagar           |
| Chapter 1: "Do you want to save before you quit?" | 18 juni 2001 - 10 november 2001     | 134 - 192 (59 st)   | Ett dygn (måndag)  |
| Chapter 2: "things change little by little..."    | 19 november 2001 - 4 september 2002 | 196 - 301 (106 st)  | Ett dygn (tisdag)  |
| Chapter 3: "am i your number one fan?"            | 6 september 2002 - 16 april 2003    | 307 - 397 (91 st)   | Ett dygn (onsdag)  |
| Chapter 4: "low ping rate"                        | 28 april 2003 - 30 januari 2004     | 402 - 514 (113 st)  | Ett dygn (torsdag) |
| Chapter 5: "color depth"                          | 25 februari 2004 - 10 november 2004 | 526 - 633 (108 st)  | Ett dygn (fredag)  |
| Chapter 6: "operational insecurity"               | 24 november 2004 - 1 juli 2005      | 639 - 729 (91 st)   | Ett dygn (lördag)  |
| Chapter 7: "known bugs & security flaws"          | 3 augusti 2005 - 21 juni 2006       | 743 - 872 (139 st)  | Ett dygn (söndag)  |
| Chapter 8: "defect mapping"                       | 28 juni 2006 - 14 februari 2007     | 875 - 968 (94 st)   | Ett dygn (måndag)  |
| Chapter 9: "overlo4d"                             | 2 april 2007 - 25 maj 2008          | 983 - 1125 (142 st) | Ett dygn (tisdag)  |

## Publicering
Hittills har tre förlag varit inblandande i utgivningen av Megatokyo i bokform:
| Förlag             | Bok                 | Datum           | ISBN          |
| ------------------ | ------------------- | --------------- | ------------- |
| I.C. Entertainment | 1 (kapitel 0)       | januari 2003    | 1-92909-030-7 |
| Dark Horse Comics  | 1 (kapitel 0)       | 21 mars 2004    | 1-59307-163-9 |
| Dark Horse Comics  | 2 (kapitel 1 och 2) | 22 januari 2004 | 1-59307-118-3 |
| Dark Horse Comics  | 3 (kapitel 3 och 4] | 2 februari 2005 | 1-59307-305-4 |
| CMX                | 4 (kapitel 5 och 6) | 21 juni 2006    | 1-40121-126-7 |
| CMX                | 5 (kapitel 7 och 8) | 23 maj 2007     | 1-4012-1127-5 |